# Phylloscartes ventralis
El orejerito oliváceo  (Phylloscartes ventralis), también denominado atrapamoscas ligerito, mosqueta carasucia o mosqueta común (en Argentina), mosquetita o mosquetita común (en Paraguay), ligerito (en Uruguay) o moscareta de mejilla moteada (en Perú), es una especie de ave paseriforme de la familia Tyrannidae, perteneciente al  numeroso género Phylloscartes. Es nativo del centro sur oriental y de regiones andinas del oeste de América del Sur.

## Distribución y hábitat
Se distribuye en dos áreas disjuntas; una en la Mata atlántica del sureste y sur de Brasil, este de  Paraguay, noreste de Argentina y Uruguay, y la otra al este de los Andes desde el norte de Perú, por Bolivia hasta el noroeste de Argentina.
Esta especie es considerada común, especialmente más hacia el sur, en sus hábitats naturales: el dosel y los bordes de selvas húmedas  y montanas, entre 1000 y 2400 m de altitud en los Andes y hasta los 1500 m en la región sureste de Brasil, donde más al norte solo se encuentra en mayores altudes.

## Sistemática

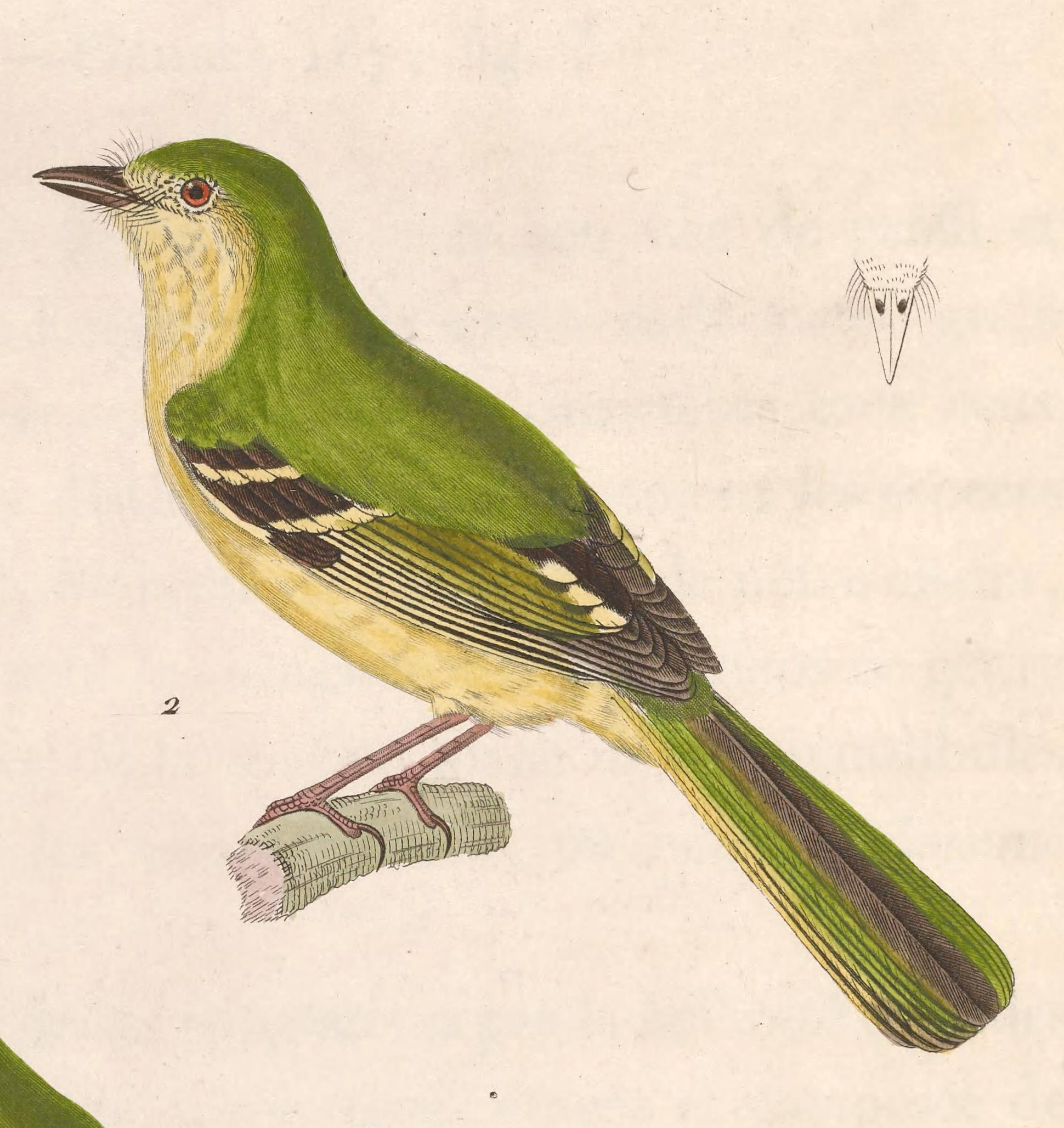
Muscicapa ventralis, ilustración de Huet y Prêtre en Temminck Nouveau recueil de planches coloriées d'oiseaux, 1838.

### Descripción original
La especie P. ventralis fue descrita por primera vez por el naturalista neerlandés Coenraad Jacob Temminck en 1824 bajo el nombre científico Muscicapa ventralis; su localidad  tipo es: «Brasil».

### Etimología
El nombre genérico masculino «Phylloscartes» se compone de las palabras del griego «phullon» que sinifica ‘hoja’, y «skairō» que significa ‘saltar, bailar’; y el nombre de la especie «ventralis» en latín significa ‘ventral’, ‘del vientre’.

### Taxonomía
La forma descrita P. v. pammictus (Oberholser, 1902, se considera un sinónimo de la nominal.

### Subespecies
Según las clasificaciones del Congreso Ornitológico Internacional (IOC)  y Clements Checklist/eBird v.2021 se reconocen tres subespecies, con su correspondiente distribución geográfica:
- Phylloscartes ventralis angustirostris (d'Orbigny & Lafresnaye),1837 – pendiente oriental de los Andes de Perú (desde San Martín) hasta el norte de Bolivia.
- Phylloscartes ventralis tucumanus J.T. Zimmer, 1940 – Andes del noroeste argentino  (de Jujuy hasta Tucumán y Catamarca).
- Phylloscartes ventralis ventralis (Temminck), 1824 – sureste de Brasil (desde Minas Gerais) hasta Uruguay, este de Paraguay, noreste de Argentina.